# Tadej Sakelšek
Tadej Sakelšek, slovenski šahist, * 1. april 1986.
Tadej je mednarodni mojster (IM) z ratingom 2425.

### Rezultati
Leta 2002 je bil član ekipe druge moške ekipe (Slovenija B) na 35. šahovski olimpiadi na Bledu; ekipa je zasedla 60. mesto. Bil je tudi član ekipe na 36. šahovski olimpiadi v Španiji oktobra 2004, ekipa je dosegla 17. mesto.